# Media.Vision
Media.Vision er en computerspiludvikler der er bedst kendt for RPG-serien Wild Arms.

## Spil

### PlayStation
- Crime Crackers
- Crime Crackers 2
- Gunners Heaven / Rapid Reload
- Wild Arms
- Wild Arms 2

### PlayStation 2
- Heavy Metal Thunder
- Mawaza
- Wild Arms 3
- Wild Arms 4
- Wild Arms: Alter Code F
- Wild Arms 5

### PlayStation Portable
- Wild ARMs XF
- Enkaku Sōsa: Shinjitsu e no 23 Nichikan

### Xbox
- Sneakers

### Nintendo DS
- RIZ-ZOAWD